# Caria parva
Caria parva är en fjärilsart som beskrevs av Talbot 1928. Caria parva ingår i släktet Caria och familjen Riodinidae. Inga underarter finns listade i Catalogue of Life.